# 弗朗西斯科·马莱斯平

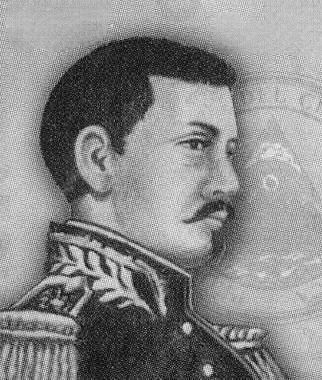
弗朗西斯科·马莱斯平

弗朗西斯科·马莱斯平将军（西班牙語：General Francisco Malespín，1806年9月28日—1846年11月25日）出生在伊萨尔科（Izalco），父亲胡安·马莱斯平，母亲路易莎·埃雷拉·罗德里格斯。他的三个兄弟卡利克斯托、加布里埃尔和伊格纳西奥和五个姐妹（Indalecia）、弗洛伦西亚（Florencia）、瓜达卢佩（Guadalupe）、胡莉亚（Julia）和玛丽亚·荷西法（Maria Josefa）。
萨尔瓦多总统(从1844年2月7日至1845年2月15日)。他在试图重新获得权力时，在松索纳特省的行动中被杀。
| 前任： 费尔明·帕拉西奥斯 | 萨尔瓦多总统 1844年—1845年 | 繼任： 华金·欧弗拉西奥·古斯曼 |